# إزارد تشارلز
إزارد تشارلز (بالإنجليزية: Ezzard Charles)‏ مواليد 7 يوليو 1921 في جورجيا، الولايات المتحدة - الوفاة 28 مايو 1975 في شيكاغو، كان ملاكم أمريكي سابق صنّف ضمن فئة الوزن الثقيل. حقق بطولة رابطة الملاكمة العالمية.

## إحصائيات
خاض خلال مسيرته 119 نزالا، فاز في 93 وتعادل في 1 وخسر في 25. فاز بالضربة القاضية في 52 نزالا.

## روابط خارجية
- إزارد تشارلز على موقع بوكس ريك (الإنجليزية) (registration required)